# Petroupoli
Petroupoli (in greco Πετρούπολη?) è un comune della Grecia situato nella periferia dell'Attica (unità periferica di Atene Occidentale) con 51 559 abitanti secondo i dati del censimento 2001.